# Cantó de Villers-Farlay
El cantó de Villers-Farlay és un cantó francès del departament del Jura, situat al districte de Dole. Té 11 municipis i el cap és Villers-Farlay.

## Municipis
- Chamblay
- Champagne-sur-Loue
- Cramans
- Écleux
- Grange-de-Vaivre
- Mouchard
- Ounans
- Pagnoz
- Port-Lesney
- Villeneuve-d'Aval
- Villers-Farlay

## Història
| Data d'elecció                           | Identitat          | Partit                           | Qualitat |
| ---------------------------------------- | ------------------ | -------------------------------- | -------- |
| 1945-1967                                | Edgar Faure        | RGR, després UDR                 |          |
| 1967-1985                                | Louis Javel        | Divers gauche, després centrista |          |
| 1985-1992                                | Claude Léqué       | RPR                              |          |
| 1992-                                    | Jean-Marie Sermier | divers droite, després UMP       |          |
| les dades anteriors no són pas conegudes |                    |                                  |          |
|                                          |                    |                                  |          |